# John Warne Gates
John Warne Gates (18 de mayo de 1855 - 9 de agosto de 1911), también conocido como "Bet-a-Million" (Apuesta-un-Millón) Gates, fue un industrial estadounidense de la Edad Dorada, vendedor y productor pionero de alambre de púas, y famoso por su afición a las partidas de póquer. 
Nació y creció en lo que ahora es West Chicago (Illinois). No le gustaba la vida en la granja y comenzó a ofrecer a los vecinos varias propuestas de negocios a una edad temprana, incluida la venta de leña por las casas y al ferrocarril local. Cuando comenzó un corretaje de granos local que falló, Gates empezó a pasar tiempo en la estación de ferrocarril local y se familiarizó con los hombres a los que anteriormente vendía leña. Fue invitado a unirse a sus partidas de póquer, donde desarrolló su aptitud para las cartas y otros juegos de azar. 
Después de estudiar caligrafía, contabilidad y derecho comercial en el North Central College (por entonces el Northwestern College), fracasó como propietario de una ferretería local. Se interesó en el alambre de púas y se convirtió en vendedor de la empresa Washburn-Moen. Cuando fue asignado al territorio de ventas de Texas, se enteró de que los ganaderos no estaban interesados en comprar su producto. Organizó un acto público en la Plaza Militar de San Antonio, demostrando que el ganado no era capaz de derribar las cercas de alambre de púas que había instalado. Posteriormente, logró un gran exitoso con la venta del producto de la compañía, y comenzó su propio negocio de fabricación de alambre de púas, que finalmente lo llevó a la producción de acero. En el proceso, su compañía fue comprada por la US Steel de JP Morgan. Gates no fue invitado a formar parte de la empresa, e incomodó a Morgan durante muchos años a través de una serie de adquisiciones y ventas comerciales; ambos hombres fueron figuras clave en el Pánico financiero de 1907. 
Gates fue presidente de Republic Steel y de la Compañía de Texas, más tarde conocida como Texaco. Jugó un papel decisivo en el cambio de los métodos de producción de la industria del acero del proceso Bessemer al proceso de hogar abierto, y en la construcción de la ciudad de Port Arthur (Texas). 

## Biografía

### Primeros años
Gates nació en West Chicago (Illinois) (entonces conocido como Turner Junction) el 18 de mayo de 1855. Era hijo de Asel A. y de Mary Warne Gates. Tenía dos hermanos mayores, George y Gilbert, pero ambos habían muerto cuando él tenía 15 años. Criado en un hogar religioso, su madre, Mary, se hizo aún más religiosa tras la muerte de sus dos hijos mayores. Debido a que había estado involucrado en alguna travesura infantil en la escuela dominical, a Gates se le prohibió asistir a la iglesia.
Fue criado en la granja de la familia, pero no le gustaba este tipo de vida. A una edad temprana, entró en su primer negocio: desgranar el maíz de un vecino. Su siguiente aventura comercial fue limpiar algunas tierras de leña para otro vecino. Gates ganó 1000 dólares por este trabajo, vendiendo la madera como leña a hogares y al ferrocarril. Con este dinero, dio la señal para comprar a crédito una trilladora. Como este tipo de equipo era muy nuevo en ese momento, pocas granjas poseían una, por lo que Gates y su socio se contrataron para trabajar con la máquina en varias granjas locales. Después de una temporada, se cansó de este tipo de trabajo y vendió su parte en la trilladora a su compañero y a otro amigo. Se estableció como agente local de granos, haciendo negocios desde la casa familiar. Esta aventura empresarial fue un fracaso. En un esfuerzo por escapar del trabajo agrícola, se dedicó a pasar tiempo en las cocheras del ferrocarril, donde anteriormente había vendido leña. Los hombres del ferrocarril se acordaron de él, y le invitaron a que se uniera a sus partidas de póquer. Gates descubrió que tenía aptitud para el juego y para intuir las cartas de los demás y cómo las jugarían. Con el corretaje de granos ahora olvidado, pudo compensar las pérdidas en la mesa de juego.
Mientras asistía a una fiesta en una casa cerca de St. Charles, conoció y se enamoró de la hija de un granjero, Dellora Baker. Gates le propuso matrimonio en una de las fiestas de la casa. Dellora estaba dispuesto a aceptar la propuesta de Gates, pero se preguntó cómo podría mantener una esposa, ya que su único ingreso provenía de sus ganancias en las partidas de póquer del ferrocarril. Cuando su padre descubrió a Gates en una timba con unos hombres del ferrocarril en el establo de la granja familiar, Asel Gates le dijo a su hijo que no era bueno y que nunca sería bueno. Solo la mediación de Mary impidió que su hijo fuera expulsado del hogar de los Gates. Al darse cuenta de que necesitaba más educación de la que le había proporcionado la escuela primaria, anunció a sus padres que se matricularía en algunas clases universitarias locales. Asistió a algunos cursos en el cercano Wheaton College y se graduó por el North Central College en 1876. Tuvo pocas oportunidades de poner en práctica su nueva educación empresarial, ya que el pánico financiero de 1873 comenzó justo cuando estaba completando sus estudios universitarios. Para poder casarse con Dellora, Gates aceptó todo tipo de trabajo que pudo obtener en el año siguiente; la mayoría de ellos eran labores agrícolas. Gates y Dellora se casaron el 25 de febrero de 1874.

### Matrimonio y primeros negocios
Gates intentó revivir su negocio de corretaje de granos, pero perdió todos sus ahorros a través de él. Cuando el primer hijo de la pareja nació muerto, Gates volvió a su antiguo hábito de jugar al póker y pensó seriamente en irse de la ciudad con Dellora. Conociendo estos hechos, Mary Gates le dijo a su esposo que necesitaba ayudar financieramente a su hijo para poder comenzar un nuevo negocio. El suegro de Gates, Ed Baker, ya se había ofrecido a ayudar a su hija y yerno de esta manera. Asel compró un edificio de ladrillo de dos pisos y Ed Baker proporcionó el capital para acciones para abrir una ferretería en Turner Junction. Al principio el negocio salió bien; Gates y Dellora pudieron mudarse a su propia casa. Gates comenzó a tomarse un tiempo lejos de la ferretería y, aunque su socio intentó manejar todo el negocio, no fue capaz de hacerlo. Un hijo, Charles Gilbert Gates, nació de Gates y Dellora el 21 de mayo de 1876. Gates comenzó a quejarse de varias dolencias poco después del nacimiento del bebé; a veces, se lo llevaba a su cama por unos días con ellos. El negocio en la ferretería había empeorado tanto que Gates no podía pagar el alquiler de la casa de la familia. Tuvieron que mudarse a dos habitaciones por encima de la ferretería, con Gates diciendo que estaba demasiado enfermo para ayudar con la mudanza y el embalaje.
Mientras estaba en la ferretería, Gates conoció a un vendedor que estaba en el negocio del alambre de púas, y se interesó en este producto relativamente nuevo por entonces. Cuando anunció sus intenciones de vender su participación en la ferretería y convertirse en un vendedor ambulante del producto, su esposa y su madre estaban a favor de la idea. Hizo un viaje a San Antonio, Texas en 1876, donde Isaac Ellwood lo contrató como vendedor de la compañía de alambre de espino Washburn-Moen. Después de ser asignado a trabajar en Texas, mientras encontraba amigos y compañeros para jugar al póquer, se enteró  rápidamente de que, cuando se trataba de vender alambre de púas, los ganaderos no lo estaban comprando. Después de ver a un vendedor de medicinas organizar una presentación elaborada de sus productos y observar que la gente luchaba por comprarlos, Gates decidió montar un espectáculo similar para demostrar los méritos del alambre de púas. En la Plaza Militar de San Antonio, Gates provocó que el ganado cargara contra una cerca de alambre de púas que no se rompió. Gates pasó de no poder vender su producto a no poder completar los pedidos lo suficientemente rápido después de la demostración.

### El negocio del alambre de púas y el acero
Ante la negativa de Ellwood de convertirle en socio de la empresa, viajó a San Luis, Misuri, donde, en asociación con Alfred Clifford, fundó Southern Wire Company para competir con Washburn-Moen. El equipo de Clifford para fabricar alambre de púas provenía de George C. Baker, quien inventó una máquina para producir alambre de púas que era similar pero no idéntica a la ideada por Isaac Ellwood. Baker había resistido todos los intentos de Ellwood y Washburn-Moen de comprar su negocio. Gates y Clifford vendieron su producto a un precio más barato que Washburn-Moen. En poco tiempo, Washburn-Moen estaba perdiendo negocios sustanciales ante Gates y la Clifford's Southern Wire Company.
En un esfuerzo por detener el éxito del exvendedor de la compañía, Ellwood y Washburn-Moen solicitaron una orden judicial para detener el negocio de Southern Wire Company. La demanda, presentada en el Tribunal de Distrito de los EE. UU., afirmaba que las máquinas que Gates y Clifford usaban en la producción de su producto eran una copia directa de las utilizadas por Washburn-Moen. La demanda también exigía que Gates y Clifford pagaran 100.000 dólares por daños y perjuicios a la compañía. Mientras evitaban los problemas judiciales, Gates y Clifford hicieron un plan para salvar su empresa. Pudieron alquilar un edificio en East St. Louis, Illinois y sacaron su equipo de la fábrica y lo subieron a un ferry después del anochecer. Después de cruzar el río Misisipi, las máquinas quedaron fuera de la jurisdicción del Tribunal de Distrito de los Estados Unidos de St. Louis y volvieron a funcionar al día siguiente. Cuando Clifford y Gates contrataron a un abogado para que respondiera a los cargos formulados contra ellos en el tribunal, el juez dictaminó que el proceso de fabricación utilizado por Southern Wire Company no era una infracción de ninguna patente o maquinaria propiedad de Ellwood y Washburn-Moen.

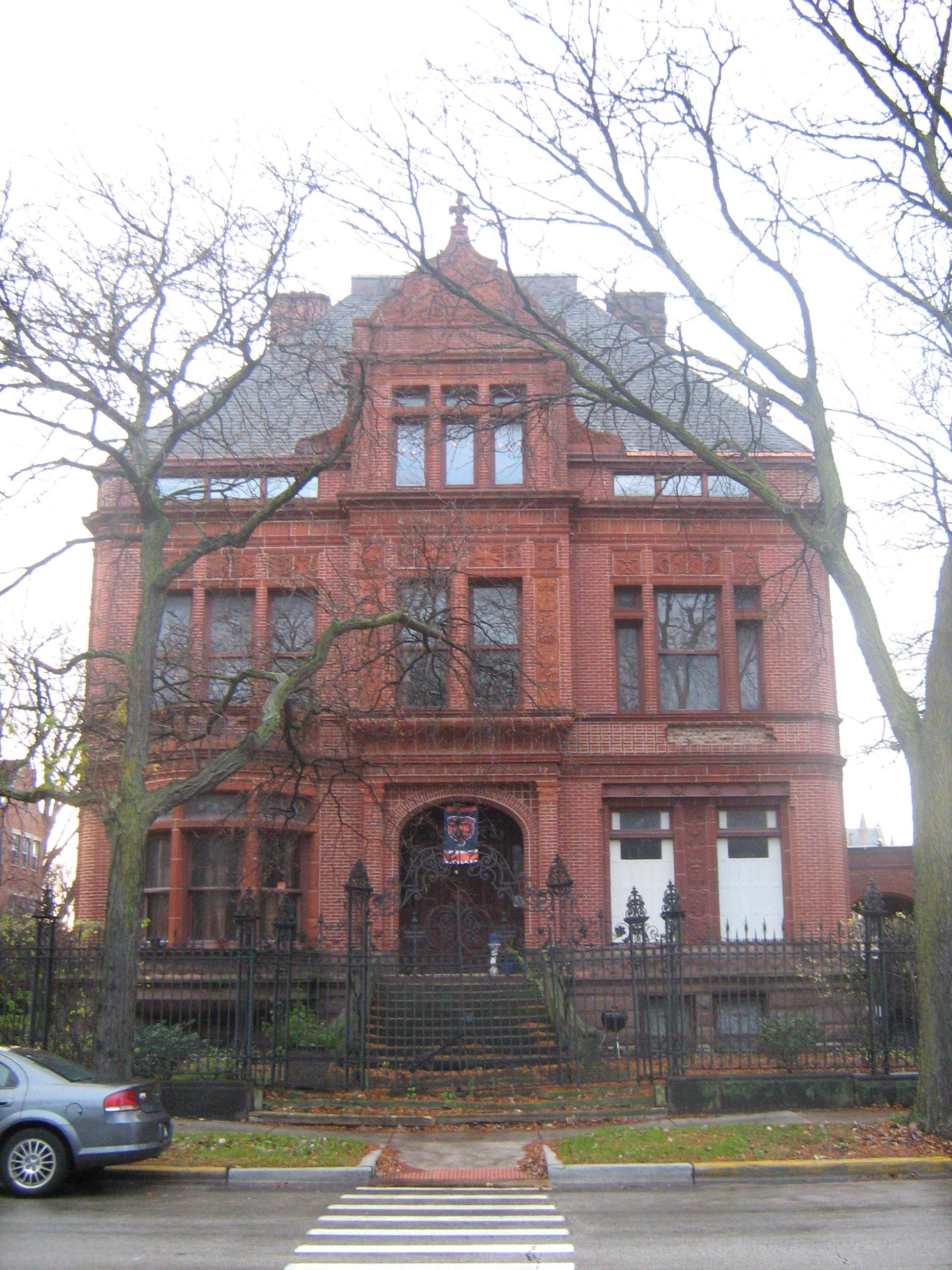
Gates fue propietario de la Sydney Kent House en 2944 South Michigan Avenue en el lado sur de Chicago desde 1896 hasta 1906 La casa ahora figura en el Registro Nacional de Lugares Históricos

Después de que un incendio destruyera la Southern Wire Company, Gates pensó que William Edenborn no habría escuchado las noticias y se puso en contacto con él para proponerle una fusión con la idea de que Southern Wire fabricaría en la ahora inactiva planta de alambre de púas de Edenborn. La nueva compañía pasó a ser conocida como St. Louis Wire Mill Company. Continuaron comprando otras compañías de alambre, y obtuvieron grandes ventas. Washburn-Moen volvió a los tribunales, esta vez en Des Moines, Iowa, donde un juez federal dictaminó que la maquinaria creada por Baker era una infracción de las patentes de Washburn-Moen. Pero para entonces, Gates había creado un sindicato de fabricantes de alambre de púas que no fabricaban sus productos utilizando los métodos de Washburn-Moen; el fallo a favor de Washburn-Moen solo se aplicó a áreas en la jurisdicción de la Corte Federal de los Estados Unidos de Des Moines. Washburn-Moen continuó vacilando; e Isaac Ellwood envió un mensaje pidiendo una reunión con Gates. Ellwood y otra figura clave con Washburn-Moen, John Lambert, ahora aceptaron las ofertas de Gates. Los problemas legales del alambre de púas terminaron con Washburn-Moen vendiendo sus derechos de patente a Gates y su sindicato de fabricantes de alambre.
A través de una serie de fusiones y adquisiciones, la compañía pasó por varios cambios de nombre, y finalmente se decidió por el de American Steel and Wire Company. Gates y su familia se mudaron a Chicago, donde vivieron durante un período de diez años. El abogado de Chicago, Elbert Henry Gary, había ayudado a Gates a formar el sindicato que condujo a la derrota de Washburn-Moen. Gary fue llamado nuevamente en 1901 para negociar una fusión con la US Steel de JP Morgan. Aunque le había proporcionado algunos préstamos y consejos en el pasado, Morgan no quería que Gates fuera parte de la compañía fusionada, diciendo que solo habría un acuerdo sin Gates. Morgan hizo una oferta a Gates por la American Steel and Wire Company, diciéndole que no era bienvenido a participar en el negocio de la US Steel, ya fuera como parte de la gerencia o entre los directores de la compañía. Morgan continuó diciendo que si Gates no aceptaba su oferta, US Steel tenía la intención de construir su propia planta de producción de alambre.

### Ferrocarriles, petróleo y Port Arthur, Texas
Gates nunca olvidó el desaire de JP Morgan en la fusión con la US Steel. Un mes después de que se completara el acuerdo, se involucró en una lucha entre E. H. Harriman del Union Pacific Railroad, y James J. Hill del Northern Pacific Railway. Ambos pretendían tomar el control del ferrocarril de Chicago, Burlington y Quincy. Hill, que era financiado por JP Morgan, necesitaba el acceso a Chicago; pero Harriman estaba interesado en evitar que Hill lo obtuviera. Gates vio esto como una oportunidad para vengarse de Morgan por su negativa a sentarlo en el consejo de la US Steel. Junto con Harriman, comenzó a comprar acciones del Ferrocarril del Pacífico Norte. Cuando James Hill notó un aumento repentino en los precios de las acciones del Pacífico Norte, viajó a Nueva York para consultar con Morgan. Morgan y Hill detuvieron las ventas de las acciones del Pacífico Norte, que se mantuvieron altas mientras que otras acciones registraron fuertes caídas. Aquellos que habían estado vendiendo en corto no pudieron obtener suficientes acciones para cubrirse y se enfrentaron a grandes pérdidas financieras. Se rumoreaba que a Gates le faltaban 60.000 acciones del Pacífico Norte. Gates no confirmó ni negó ninguno de los rumores sobre el stock ferroviario y solo dijo que le estaba yendo bien.
Mientras Gates continuaba buscando una forma de perjudicar a Morgan por sacarlo de la US Steel, encontró una vulnerabilidad en las propiedades ferroviarias de Morgan en 1902 y comenzó a comprar grandes cantidades de acciones en el Louisville y Nashville Railroad de Morgan. Cuando se decidió agregar otra línea corta al sistema L&N, su junta directiva votó emitir 50.000 nuevas acciones para financiar la nueva línea. Un error administrativo ofreció la venta de acciones antes de que pudieran cotizar en la Bolsa de Nueva York. Gates vio la oferta y compró las acciones antes de que cotizaran; y continuó comprando todas las acciones de Louisville y Nashville que pudo. Tenía suficientes acciones del ferrocarril para reproducir el pánico registrado el año anterior con las acciones del Gran Ferrocarril del Norte. JP Morgan se enteró de los acontecimientos en abril de 1902 y descubrió que Gates ahora poseía más del 51 por ciento de las acciones de Louisville y Nashville. Morgan decidió actuar para detener otro pánico de Wall Street y preguntó cuáles serían las condiciones de venta de Gates, que quería 150 dólares por acción, una oferta que Morgan rechazó inicialmente. Más adelante envió a su ayudante, George Walbridge Perkins, para hablar con Gates y hacer los mejores arreglos posibles. Perkins llamó a Gates en su suite del Waldorf-Astoria a la 1:30 a. m. El acuerdo para el Louisville y Nashville le costó a Morgan 43 millones de dólares, y Gates obtuvo una ganancia de más de 15 millones de la transacción.

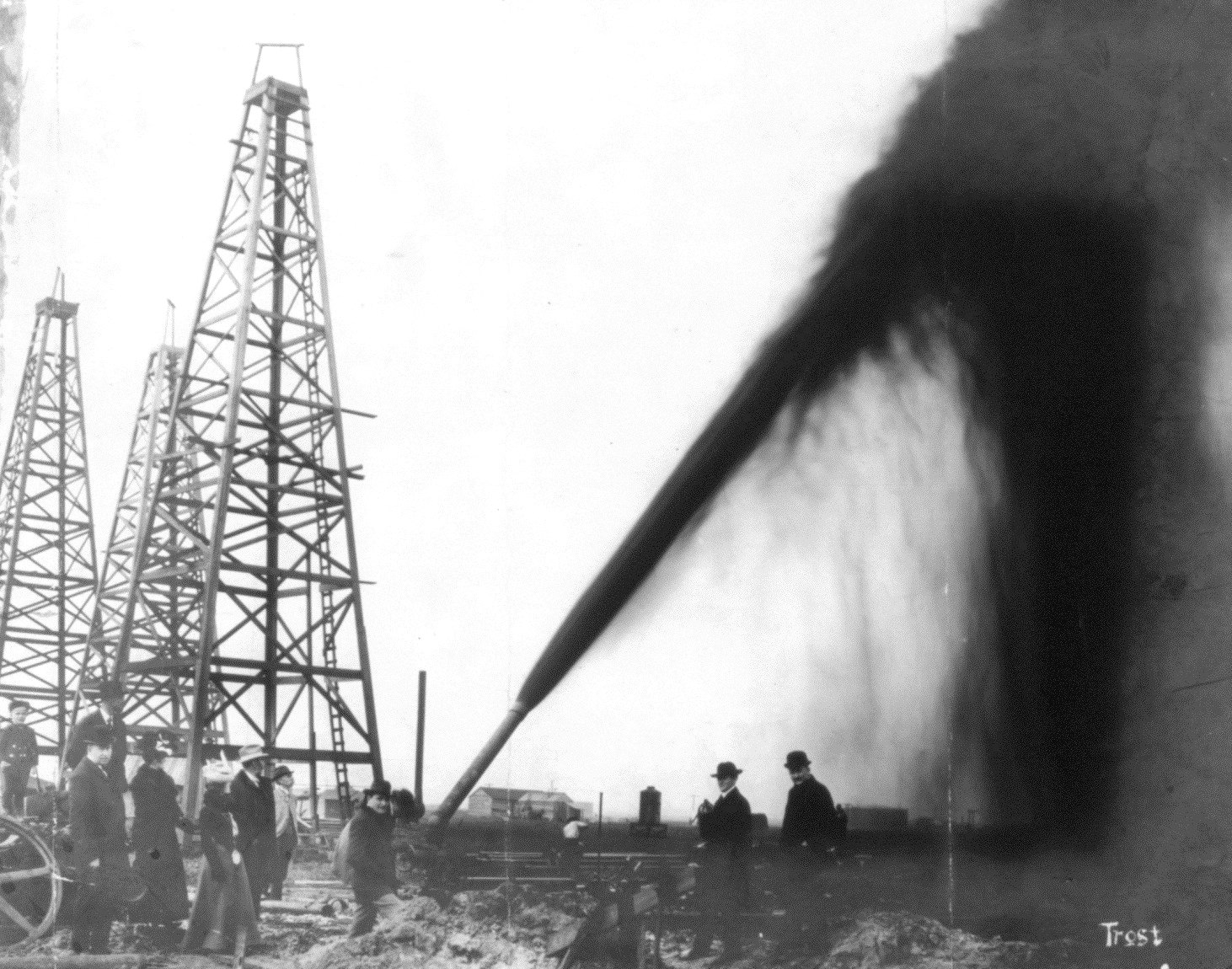
Chorro de petróleo en Port Arthur, Texas, 1901

Después del incidente del ferrocarril de Louisville y Nashville, Gates descubrió que la opinión pública se había vuelto contra él como resultado de sus manejos. Convenció a algunos asociados para que presentaran el nombre de su hijo como miembro del New York Yacht Club y del Union League Club de Nueva York. La solicitud de Charlie Gates pasó de un escritorio a otro durante varias semanas. Cuando el nombre del joven Gates fue sometido a votación, los miembros del comité de admisiones fueron unánimes en su decisión de "no". Gates amenazó con demandar al club y los miembros negaron sus acusaciones de que Morgan estuviera detrás de la negativa a Charlie Gates. Gates retiró las solicitudes de Charlie al Yacht Club y Union League Club, y aparentemente renunció a que su hijo fuese miembro de ninguna de las sociedades. Cuando él y Dellora viajaron a Inglaterra, la pareja quería quedarse en el hotel Claridge's, como lo habían hecho en 1900. El establecimiento se negó a aceptar su registro, ya que figuraba en la lista de personas no deseables del hotel.
Pattillo Higgins había comenzado un pozo en Spindletop en 1900, pero se quedó sin dinero para continuar perforando en busca de petróleo. Higgins acudió a Gates en busca de fondos para continuar; y quedó en sus manos. La Texas Fuel Company, fundada por Joseph S. Cullinan, tenía poca experiencia en la perforación de pozos y la producción de petróleo crudo. Fundaron la Producers Oil Company el 17 de enero de 1902, como afiliada de The Texas Fuel Company. Los inversores como Gates suscribieron "certificados de interés" por la suma de alrededor de 90.000 dólares, y el propio Gates invertiría otros 590.000 dólares en la compañía antes de que se conociera como Texaco. Su inversión le dio derecho al 46 por ciento de las acciones de la compañía. Cuando apareció el crudo en Spindletop al año siguiente, Gates ya tenía el control de los muelles de Port Arthur, su refinería y el ferrocarril necesarios para llevar el petróleo al mercado.

#### Port Arthur
Gates se hizo influyente en el desarrollo de la ciudad de Port Arthur, Texas, cuando asumió el control del Kansas City, Pittsburg y Gulf Railroad en diciembre de 1899, tras forzarlo a la bancarrota junto con su anterior propietario y fundador de Port Arthur, Arthur Edward Stilwell. Gates construyó una casa de invierno en la ciudad y contribuyó mucho a su desarrollo. Después de convertirse en el propietario de la Port Arthur Canal and Dock Company, mantuvo el activo por un tiempo; en 1906 donó el canal al gobierno de los Estados Unidos bajo la condición de que Port Arthur fuera nombrado puerto de acceso internacional. Gates fundó el primer banco, construyó un molino de arroz y estableció la Port Arthur Light, Power and Ice Company. Cuando decidió hacer de Port Arthur su residencia permanente en 1908, la ciudad organizó una celebración. Después de que Mary Gates murió durante una visita a su hijo y su familia en diciembre de 1908, Gates construyó el Hospital Mary Gates para honrar su memoria. También fue un gran contribuyente al Port Arthur Business College, y construyó una granja modelo para darle a la ciudad una fuente de productos lácteos frescos.
Después de que el Hotel Sabine de Port Arthur se incendiara en 1904, Gates decidió que la ciudad necesitaba un buen hotel para reemplazarlo. En 1909, propuso construir otro, llamada Plaza, en el mismo sitio que el Hotel Sabine había ocupado una vez. Gates podía fácilmente permitirse financiar todo el costo del nuevo hotel, pero quería que los residentes de Port Arthur tuvieran una participación equitativa en la empresa. Celebró reuniones locales y se alegró de discutir el proyecto o de comprometerse con el fondo del edificio en cualquier momento. Después de que las promesas de los empresarios locales alcanzaron los 150.000 dólares, Gates donó los 150.000 dólares restantes, y el proyecto comenzó a ser construido por la United States Realty Company.

Gates disfrutó mucho viendo cómo tomaba forma el Plaza Hotel. Era un visitante diario del lugar de la construcción cuando se erigió el edificio en el estilo de las misiones españolas. Cuando se abrió el hotel, realizó un "banquete especial de los mil millones de dólares" el 15 de noviembre de 1909. Sus invitados eran hombres que poseían ferrocarriles, miembros de la junta de la Compañía de Texas y otros hombres exitosos en los negocios. Los ciudadanos de Port Arthur nunca había visto a tantos hombres ricos y poderosos, y quedaron impresionados. Gates ejerció como gerente del hotel durante las primeras semanas que estuvo en funcionamiento. Contrató a afroamericanos como camareros; esto se consideró muy audaz, ya que a los afroamericanos se les había prohibido vivir y trabajar en la ciudad en aquel entonces.

### La industria del acero y las esperanzas frustradas
Gates seguía teniendo la esperanza de poder enfrentarse a JP Morgan nuevamente, esta vez con un fideicomiso de acero rival. Después de la venta de sus acciones del Louisville y Nashville Railroad a Morgan en 1902, Gates comenzó silenciosamente a comprar acciones de la Colorado Fuel and Iron Company. Con sus asociados, poseía fácilmente más del 50 por ciento de las acciones de la compañía, pero el propietario y fundador de la compañía, John C. Osgood, afirmó que las acciones no eran válidas, y que si bien la compañía cotizaba en la Bolsa de Nueva York, cualquier transferencia de las acciones sin su firma y aprobación las invalidaba. Continuó diciendo que, debido a no ser válidas, aquellos que poseían acciones de la compañía sin ellas, no eran elegibles para asistir a la reunión anual de accionistas. Osgood fue apoyado en esta postura por la junta directiva de la compañía.
Determinado a asistir a la reunión, Gates contrató un tren especial para llegar a la junta a celebrar en Denver. John Osgood estaba preparado para la llegada de Gates. Había obtenido una orden judicial de la Corte del Circuito que prohibía a Gates y a sus asociados asistir a la reunión. Las puertas de la sede de la Colorado Fuel and Iron estaban vigiladas por los oficiales del sheriff armados con rifles. Gates estaba enojado porque se le negó la entrada a la reunión, pero se enfureció aún más cuando se enteró de que fue descrito ante el Tribunal del Circuito local como un "gran apostador y un jugador". Gates regresó a Nueva York para intentar utilizar el sistema de la Corte Federal allí. A medida que las disputas legales continuaron, las acciones de la compañía comenzaron a caer en valor. Durante este período, Gates perdió unos 3 millones de dólares de capitalización, pero aún no estaba seguro de su estatus legal con la Colorado Fuel and Iron. Osgood anunció que estaba dispuesto a encontrarse con Gates a mitad de camino, pero Gates rechazó la oferta. Acusó a Osgood de alterar los tribunales y afirmó que recibiría la propiedad legal de la compañía que le correspondía. Al parecer, sintiendo que una larga batalla no valía la pena, Gates abandonó la pelea algunas semanas después y vendió las acciones, que finalmente terminaron en manos de la familia Rockefeller.

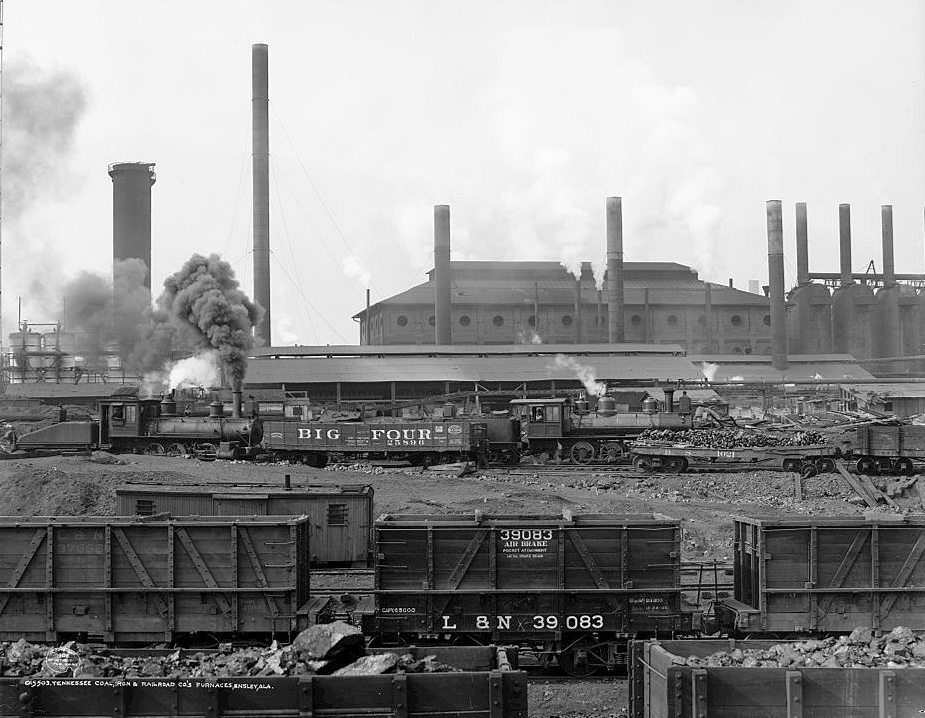
Horno de la Tennessee Coal and Iron Company en Ensley, Alabama, circa 1906

Una vez más, Gates planeó volver a la industria del acero. En 1903, comenzó a comprar acciones de Republic Steel. Sus dos principales competidores se encontraban en la Compañía de Carbón, Hierro y Ferrocarril del Sur de Tennessee de los EE. UU. , y en la Compañía de Hierro y Acero Sloss-Sheffield en Alabama. Los tres pudieron usar mineral de hierro del sur de bajo costo para producir acero de calidad con el proceso de hogar abierto, haciendo que el precio del acero producido con él sea más barato. Los minerales necesarios para el proceso de hogar abierto se encontraban fácilmente en Alabama. Gates ideó reunir a la Republic, Tennessee Coal y Iron; y a la Sloss-Sheffield en un fideicomiso del acero para desafiar a la US Steel de JP Morgan. Cuando August Belmont Jr. renunció a su puesto en el directorio de Republic para concentrarse en consolidar el sistema de tránsito de Nueva York, Gates fue elegido para ocupar el puesto de Belmont.
Gates encontró a dos miembros de la junta con ideas afines cuando comenzó a hablar sobre la consolidación de las tres compañías siderúrgicas. Uno era L. C. Hanna, hermano de Mark Hanna; el otro era Grant Schley, quien tenía una correduría de Wall Street. Gates ahora comenzó a comprar acciones de Tennessee Coal and Iron en preparación de la consolidación. En enero de 1905 estaba listo para delinear su plan a los posibles miembros del fideicomiso, con la excepción del presidente de Republic, A. W. Thompson. Cuando Thompson fue informado del plan, declaró que no habría tal asociación con Republic como miembro; cuando se sometió a votación formal la propuesta, los miembros de la junta de Republic rechazaron la idea de unirse a un fideicomiso. Durante este tiempo, Gates pudo comprar suficientes acciones de Tennessee Coal and Iron para obtener una participación mayoritaria en la compañía.
Gates estaba bien situado: tanto Republic como Tennessee Coal and Iron tenían más pedidos de los que ambos podían cumplir. Su evaluación del proceso de hogar abierto para la producción de acero fue confirmada por un informe de la Oficina de Corporaciones de los Estados Unidos . El informe indicaba que un agente de US Steel y un gran ferrocarril afiliado a JP Morgan declararon que los rieles producidos por el proceso de hogar abierto son dos veces mejores que los realizados por el proceso Bessemer, el utilizado por la US Steel. El informe elogiaba a Gates y su competitividad.

#### El pánico de 1907
En 1907, Gates tomó sus vacaciones de verano habituales en Europa. Al llegar a París, se encontró con un urgente cablegrama de Grant Schley. Schley, propietario de una agencia de corretaje y miembro de la junta directiva de la Republic Steel y Tennessee Coal and Iron, informó a Gates de serios problemas comerciales y le pidió que regresara a los Estados Unidos de inmediato. Cuando comenzó el pánico de 1907, la correduría de Schley se había quedado sin dinero y necesitaba obtener grandes préstamos para tratar de mantener solvente la correduría. Schley ofreció alrededor de 6 millones de dólares en acciones de Tennessee Coal and Iron Company como parte de la garantía para los préstamos. Oakleigh Thorne era el presidente del banco Trust Company of America y también miembro de la coalición de Gates. Thorne creía que su banco estaba en buenas condiciones financieras hasta que un artículo del New York Times declaró lo contrario. Thorne dijo a los periodistas que si pagara a cada depositante, todavía tendría 4 millones de dólares en activos. Cuando la cámara de compensación dirigida por JP Morgan auditó los libros del banco, descubrió que el banco era sólido, pero mostraron un especial interés por las acciones de la Tennessee Coal and Iron Company que encontraron, e indicaron que la acción no era aceptable para ellos como garantía.
Morgan propuso comprar la Tennessee Coal and Iron para "rescatar" a todos los involucrados con la compañía. Esbozó un plan por el cual la US Steel cambiaría sus segundos bonos hipotecarios por las acciones de Tennessee Coal and Iron. Debido a que los bonos de la US Steel eran aceptables para la cámara de compensación, podrían utilizarse para pagar las deudas. Se sugirió que se consultase al presidente Theodore Roosevelt antes de que se tomase dicha decisión. Roosevelt recibió solo un resumen del problema; nunca se le dijo qué institución fallaría sin la adquisición por parte de la US Steel de la Tennessee Coal and Iron. Roosevelt escribió una nota a su fiscal general indicando que no había aprendido el nombre del negocio problemático, pero sintió que no debería objetar esta propuesta.
El New York Times, sin embargo, expresó su asombro de que las acciones de la Tennessee Coal and Iron no fueran aceptables para la cámara de compensación y que la Trust Company of America se considerara insolvente cuando tenía activos más que suficientes para cubrir todos los depósitos. El periódico concluyó que la US Steel quería hacerse cargo de un serio competidor comercial y que la compañía solo estaba preocupada por la Ley Antimonopolio Sherman. Todo esto había tenido lugar antes de que Gates pudiera regresar a Nueva York. Cuando le informaron sobre la situación, le dijeron que todos los demás miembros de la coalición habían aceptado los términos de Morgan. [low-alpha 17] Si bien Gates se dio cuenta de que no tenía más remedio que presentar sus acciones, insistió en que todos los accionistas debían ser tratados por igual con respecto a la tasa de cambio de sus acciones. Aunque esto fue lo prometido, se dijo que aquellos que tenían cantidades más pequeñas de acciones recibieron menos compensación por ellas.

#### Secuelas

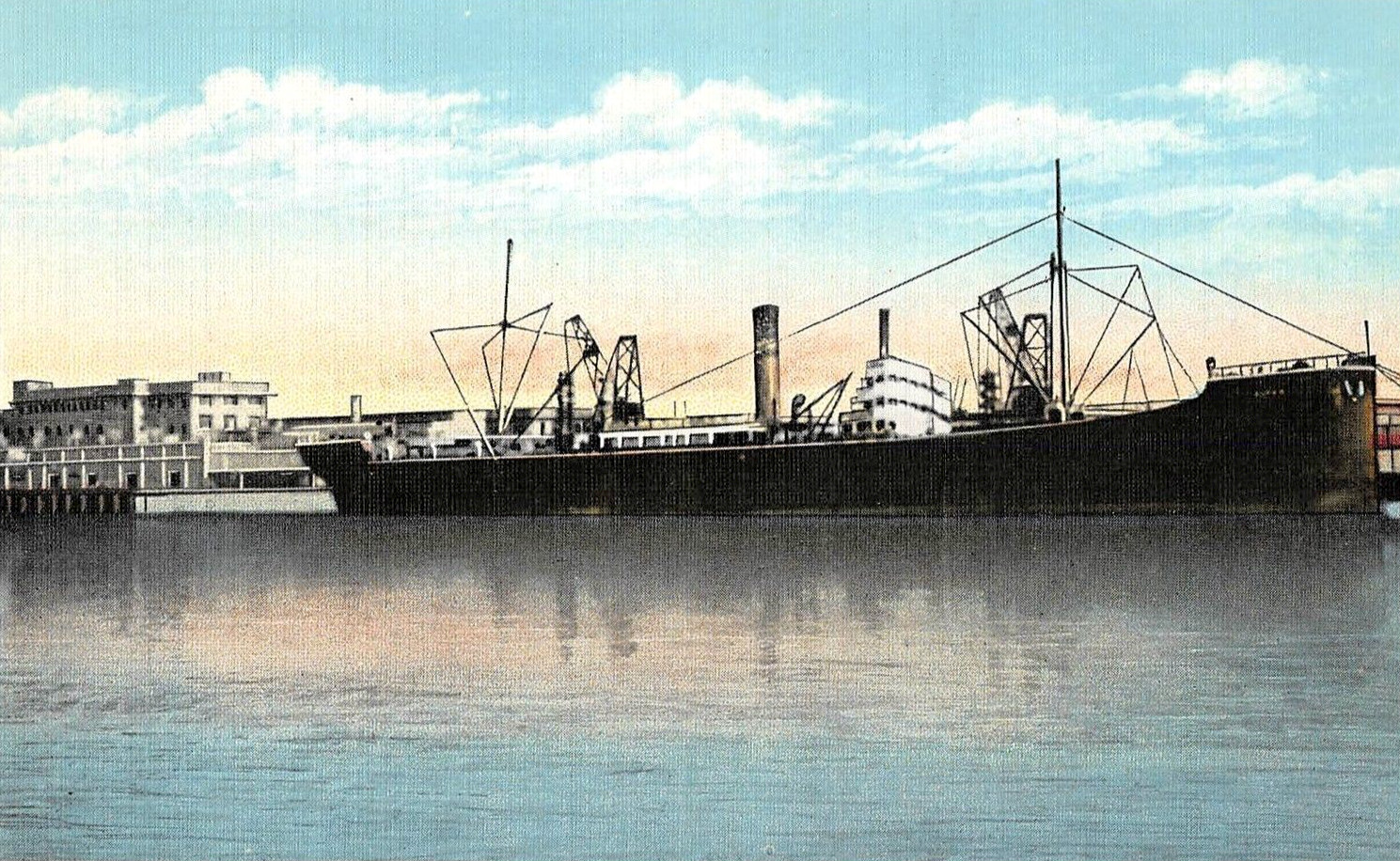
Los muelles de The Texas Company, Port Arthur, Texas

Gates se involucró en mejorar Port Arthur después de perder Tennessee Coal and Iron. Sufría una enfermedad renal y diabetes y necesitaba tomarse un tiempo alejado de los negocios en la ciudad. Todavía tenía el control de la Compañía de Texas y pudo luchar con éxito contra la Standard Oil de Rockefeller, a quien le hubiera gustado hacerse cargo de las tierras de su compañía. En 1909, estaba tomando sus vacaciones de verano habituales en Europa cuando miembros del partido republicano del Distrito Este de Texas lo nominaron para el Congreso. Conectó con la convención para rechazar la nominación, diciendo que prefería participar a través de sus contribuciones financieras. Gates había comprado un espectáculo de animales y un establo de caballos con la idea de crear un circo para él y Port Arthur, cuando a principios de 1911, se le encontró un tumor en la garganta. Resultó ser maligno y Gates apenas podía hablar.
El Congreso de los EE. UU. recibió numerosas solicitudes para que se aplicaran al US Steel Trust las mismas normas antimonopolio utilizadas contra el Tobacco Trust y la Standard Oil. La Cámara de Representantes formó un comité para examinar los negocios de la compañía de Morgan. El congresista Augustus Owsley Stanley de Kentucky, fue nombrado presidente del comité. En su larga lista de personas para citar como testigos, el primero fue John Gates, que presentó su testimonio el 28 de mayo de 1911; estaba gravemente enfermo y esto era evidente por lo delgado y pálido que estaba, y tenía planeado un viaje a París para consultar con los médicos allí después de su comparecencia. Habló de todos sus tratos con JP Morgan, desde la American Steel and Wire Company hasta el Louisville and Nashville Railroad y hasta el momento en que el control de Tennessee Coal and Iron Company le fue arrebatado por la fuerza. Se fue a París mientras el comité todavía estaba en sesión. El resultado de las audiencias fue una investigación de la US Steel y de sus prácticas, que duraría casi diez años. JP Morgan, quien creía que había "salvado" al país del pánico de 1907, estaba disgustado por la "ingratitud" tanto del gobierno como de los ciudadanos del país.

## Apuesta un millón

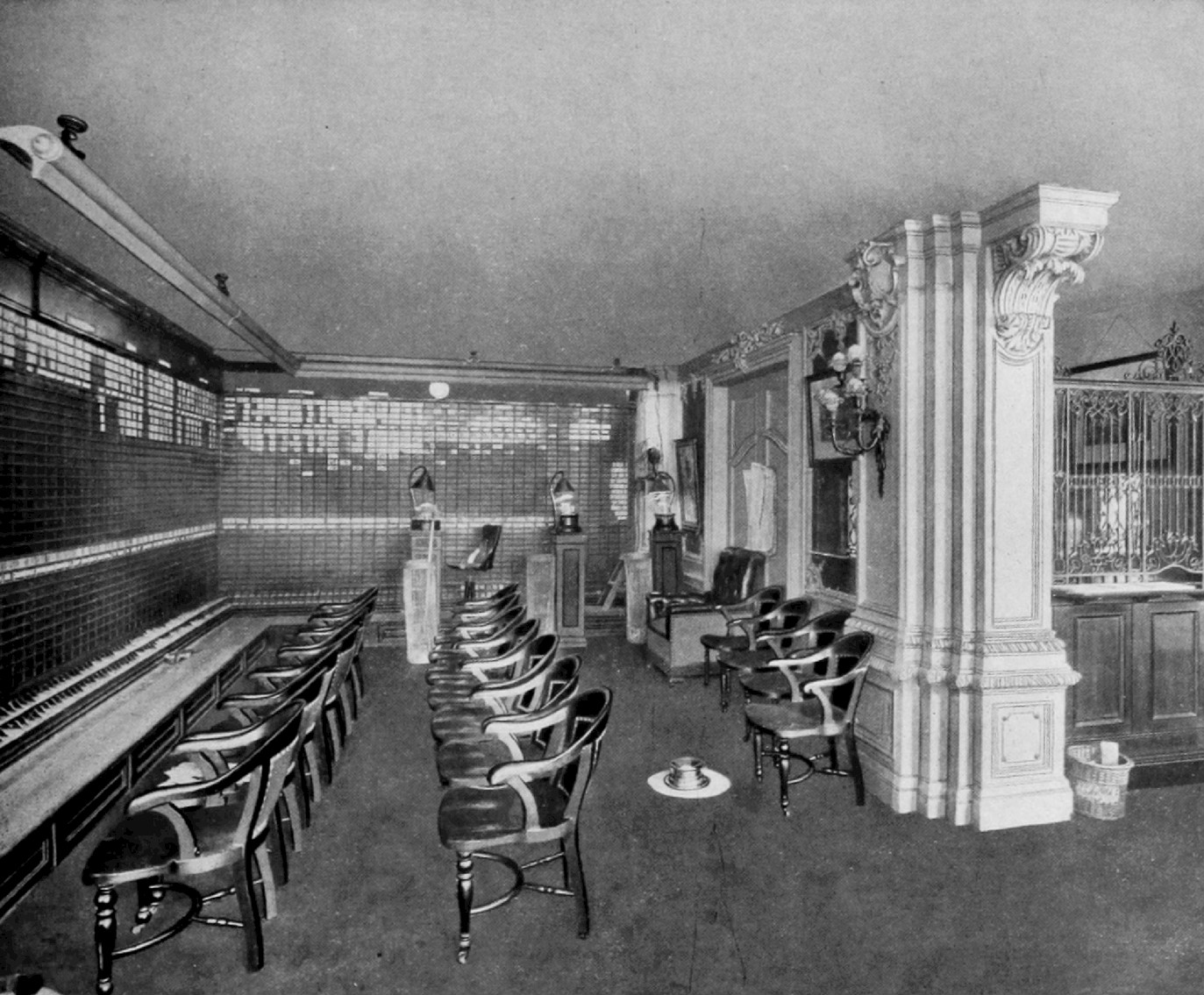
El corretaje de Gates en el Waldorf-Astoria

Gates mantuvo una suite en el Waldorf-Astoria de la ciudad de Nueva York desde 1894 en adelante. Aunque pagaba 30.000 dólares anuales, sus visitas le dolieron a veces al gerente del hotel, George Boldt. Gates y sus invitados solían ser ruidosos y bulliciosos. Tenía una entrada privada y un ascensor, pero Gates tenía la costumbre de golpear las puertas del ascensor y gritar pidiendo servicio. Boldt ordenó a sus mozos de ascensor que se tomaran su tiempo al atender su piso, permitiendo a Gates hacer tanto ruido como quisiera durante unos minutos. La suite de Gates a menudo albergaba timbas de póquer de altas apuestas y juegos de Baccarat. Muchas partidas de póker comenzaban en el tren de Chicago a Nueva York y continuaban en el Waldorf. Una partida de póquer duró cinco días con sus noches; y al finalizar, al menos 2 millones de dólares habían cambiado de manos. Dellora Gates se había resignado a las partidas de póquer de toda la noche de su marido, pero otras muchas veces se molestó. Gates hizo una práctica mantener algunos diamantes engastados en el bolsillo de su chaleco para los momentos en que Dellora se enojaba por las largas veladas dedicadas a las cartas. Una gema regalada a su esposa servía para que de repente olvidase su enfado con él. Dellora llevaba los diamantes a Tiffany & Co. para engarzarlos en una joya de su elección.
En 1900, Gates ganó 600.000 dólares con una apuesta de 70.000 dólares en una carrera de caballos en Inglaterra (popularmente exagerada a más de un millón, lo que le confirió el apodo de "Apuesta-un-Millón". Oscar Tschirky del Waldorf recordó que a Gates no le gustaba el apodo, pero hizo poco para repudiar las afirmaciones, ya que apostaría prácticamente por todo. Oscar recordaba una tarde lluviosa en el Waldorf's Oak Room mientras Gates y dos asociados observaban cómo las gotas de lluvia caían por las ventanas. Gates comentó que las gotas no bajaban por la ventana a la misma velocidad. Uno de los asociados de Gates vio dos gotas de lluvia que se movían al mismo ritmo y se las señaló. Gates seleccionó una gota de lluvia y apostó a su asociado a que llegaría primero al marco de la ventana. Su socio lo aceptó y antes de que la gota de lluvia de Gates ganara la carrera, las apuestas habían cambiado de cientos de dólares a miles. Gates creía que toda la vida era una apuesta; un agricultor apostaba a que tendría una cosecha exitosa cuando plantaba cultivos, un comerciante apostaba a que los clientes comprarían artículos cuando ordenaban existencias y un viajero jugaba a llegar con seguridad cuando emprendía un viaje.
Gates continuó sus fuertes apuestas en las carreras de caballos cuando estaba en los Estados Unidos. En 1902, asistió al American Derby en el Washington Park Race Track de Chicago, favoreciendo a Wyeth, el caballo de un asociado. Cuando Wyeth ganó, Gates se había embolsado cerca de 100.000 dólares. En otra carrera más,  ganó 650.000 dólares. El presidente del Jockey Club, August Belmont, Jr., le pidió a Gates que limitara sus apuestas a 10.000 dólares, ya que las grandes apuestas daban la impresión de que las carreras no eran honestas. Fuera de su propia suite de hotel, el lugar favorito de Gates en la ciudad de Nueva York era el establecimiento de juego abierto por Richard Canfield en 1898. El club estaba en 5 East 44th Street. Delmonico's estaba al lado y ofrecía comidas a los invitados del club. Cuando estaba allí o en el clubhouse Saratoga de Canfield, el juego favorito de Gates era el faro, que había aprendido mientras vendía alambre de púas en Texas.
Gates estableció una oficina de corretaje en el vestíbulo principal del hotel para su hijo, Charlie, y un corredor de bolsa experimentado. Especuló en Wall Street desde allí. A principios de 1907, cuando Gates se dio cuenta de que el mercado se encaminaría hacia una fuerte recesión, cerró las oficinas de Charles G. Gates and Company y anunció que había terminado con Wall Street para siempre. También cambió su residencia en Nueva York en mayo del mismo año. Había comprado un número considerable de acciones de la United States Realty Company, que había construido el Hotel Plaza de Nueva York y pudo diseñar su propio apartamento de 16 habitaciones en el hotel.

## Muerte y legado
Gates murió en París, Francia, el 9 de agosto de 1911, tras una operación fallida para extirparle un tumor de garganta. Su funeral se celebró el 23 de agosto de 1911 en el salón de baile del Hotel Plaza en Nueva York; Gates había proporcionado los fondos para la construcción del hotel. Sus deudos habían venido de todas las partes del país. Tres pisos del Hotel Plaza estaban reservados para los asistentes a sus servicios fúnebres. Una gran delegación llegó de Texas, donde Gates había hecho mucho por la ciudad de Port Arthur.
La ciudad de Port Arthur celebró su propio servicio conmemorativo el mismo día en que Gates fue enterrado. Las banderas se izaron a media asta y desde el mediodía hasta las 6 p. m. todas las empresas en Port Arthur estaban cerradas. Los muelles y refinerías de la ciudad también detuvieron sus operaciones durante este tiempo para honrar al benefactor de Port Arthur. Mientras Gates dejó la mayor parte de su patrimonio a su esposa e hijo, insertó una cláusula en su testamento que prohibía a su familia vender cualquiera de sus valores hasta diez años después de su muerte. Se dice que Gates incluyó la cláusula en su testamento para proteger a los amigos que habían invertido con él de que estos valores se vendieran poco después de su muerte. El patrimonio de Gates se valoró entre los 40 y los 50 millones de dólares. Fue enterrado en el mausoleo familiar en el cementerio Woodlawn en el Bronx, Nueva York.
 

La Biblioteca Memorial Gates en Port Arthur fue financiada por su viuda y donada a la ciudad en 1918. Originalmente la biblioteca pública de la ciudad, Gates Memorial ahora sirve como la biblioteca del campus del Lamar State College-Port Arthur. Fue inscrito en el Registro Nacional de Lugares Históricos en 1981. En 1971, Gates fue honrado con un marcador histórico estatal, situado en el lugar de su demostración del alambre de púas organizada en la Military Plaza se San Antonio.